# LIX Korpus Armijny (III Rzesza)
LIX Korpus Armijny – korpus piechoty Wehrmachtu, uczestniczył w ataku na Związek Radziecki.

## Formowanie i walki
Jednostkę sformowano 10 października 1940 roku w Lubece jako LIX Dowództwo Korpusu do Zadań Specjalnych. Utworzony korpus został jednak 20 stycznia 1942 roku przemianowany na LIX Korpus Pancerny (LIX KPanc.). Korpus  uczestniczył w 1941 roku w ataku na Związek Radziecki, na którego terytorium walczył przeciw Armii Czerwonej aż do 1944 roku. W 1945 roku LIX Korpusem Piechoty dowodził gen. Edgar Rohricht. Korpus składał się z trzech dywizji piechoty i podlegał dowództwu 17 Armii. W maju 1945 roku w Czechach żołnierze LIX KPanc oddali się do niewoli Armii Czerwonej.

## Dowódcy korpusu
- gen. Kurt von der Chevallerie do 26.06.1942
- gen. por. Carl Hilpert od 26.06.1942
- gen. Kurt von der Chevallerie od 25.06.1942
- gen. Erich Brandenberger od 17.01.1943
- gen. Kurt von der Chevallerie od 15.03.1943
- gen. Friedrich Schulz od 8.02.1944
- gen. por. Edgar Röhricht od 21.03.1944
- gen. por. Friedrich-Wilhelm Müller od 2.06.1944
- gen. Edgar Röhricht 10.06.1944
- gen. por. Joachim von Tresckow od 29.01.1945
- gen. Georg Ritter von Hengl (nie objął dowództwa)
- gen. por. Ernst Sieler od lutego 1945 do kapitulacji[3]

## Struktura organizacyjna
Skład korpusu w 1945 roku:
- 371 Dywizja Piechoty
- 359 Dywizja Piechoty
- 544 Dywizja Piechoty[4]